# Lisa Karl
Lisa Karl (* 15. Januar 1997 in Bad Mergentheim) ist eine deutsche Fußballspielerin. Die Abwehrspielerin gehört seit 2012 dem Bundesligisten SC Freiburg an und ist Kapitänin ihres Vereins.

## Karriere

### Vereine
Karl wechselte im Jahr 2012 vom TSV Crailsheim in die U17-Mannschaft des SC Freiburg und spielte dort zwei Jahre in der B-Juniorinnen-Bundesliga. 
Im Verlauf der Saison 2013/14 rückte sie in den Erstligakader des SC Freiburg auf und debütierte schließlich am 15. März 2015 (17. Spieltag) beim 2:0-Sieg im Bundesliga-Auswärtsspiel gegen den FF USV Jena mit Einwechselung für Chioma Igwe in der 73. Minute.
Karl ist seither fester Teil des Bundesligateams. Seit 2020 verpasste sie lediglich drei Ligaspiele, seit April 2022 gar keines. 2023 verlängerte sie ihren Vertrag bis 2027 und spielte mit dem SC das Pokalfinale. In der Saison 2023/24 erreichte sie ihr 150. Pflichtspiel für den SC. Ebenso wurde sie erstmals in das Amt der Co-Kapitänin hinter Hasret Kayikçi gewählt. In der Saison 2024/25 übernahm Karl sodann das Kapitänsamt, da Kayikçi mit Kreuzbandriss ausfiel. Im April 2025 verlängerte Karl ihren Vertrag erneut vorzeitig. Im Sommertrainingslager 2025 übernahm sie das Kapitänsamt hauptamtlich, den Mannschaftsrat komplettierten Laura Benkarth, Julia Stierli und Svenja Fölmli.
Lisa Karl ist Polizeiobermeister in Sankt Georgen und gewann im Juni 2022 mit der deutschen Nationalmannschaft der Polizei – gemeinsam mit Janina Minge – die Europäische Polizeimeisterschaft in Trondheim. 2025 gewann sie diesen Titel erneut.

### Nationalmannschaft
Karl debütierte am 1. November 2011 in der U15-Nationalmannschaft und war später auch Stammspielerin in den Nachwuchsnationalmannschaften der Altersklassen U16 und U17. 
Mit Letzterer nahm sie am Turnier um die U17-Weltmeisterschaft 2014 in Costa Rica teil, in dem sie mit der Mannschaft bereits nach der Vorrunde der Gruppe B jedoch ausschied. Im nachfolgenden Turnier um die U17-Europameisterschaft in England gewann sie jedoch mit ihrer Mannschaft den Titel.
Im Turnier um die U19-Europameisterschaft 2016 in der Slowakei erlitt sie bereits im ersten Spiel der Gruppe B, bei der 0:1-Niederlage gegen die U19-Nationalmannschaft Spaniens, einen Kreuzbandriss, der für sie das Aus im Turnier bedeutete.

## Erfolge
- DFB-Pokal-Finalist 2019, 2023
- U17-Europameister 2014
- Nordic-Cup-Sieger 2013[8]
- Europäischer Polizeimeister 2022, 2025